# Вергеланд (тауншип, Миннесота)
Вергеланд (англ. Wergeland) — тауншип в округе Йеллоу-Медисин, Миннесота, США. На 2000 год его население составило 201 человек.

## География
По данным Бюро переписи населения США площадь тауншипа составляет 87,8 км², из которых 87,8 км² занимает суша, водоёмов нет.

## Демография
По данным переписи населения 2000 года здесь находились 201 человек, 72 домохозяйства и 58 семей.  Плотность населения —  2,3 чел./км².  На территории тауншипа расположено 74 постройки со средней плотностью 0,8 построек на один квадратный километр. Расовый состав населения: 99,50 % белых и 0,50 % приходится на две или более других рас.
Из 72 домохозяйств в 41,7 % воспитывались дети до 18 лет, в 75,0 % проживали супружеские пары, в 2,8 % проживали незамужние женщины и в 19,4 % домохозяйств проживали несемейные люди. 16,7 % домохозяйств состояли из одного человека, при том 4,2 % из — одиноких пожилых людей старше 65 лет. Средний размер домохозяйства — 2,79, а семьи — 3,16 человека.
28,4 % населения — младше 18 лет, 7,0 % — в возрасте от 18 до 24 лет, 27,4 % — от 25 до 44, 26,4 % — от 45 до 64, и 10,9 % — старше 65 лет. Средний возраст — 38 лет. На каждые 100 женщин приходилось 113,8 мужчин.  На каждые 100 женщин старше 18 приходилось 111,8 мужчин.
Средний годовой доход домохозяйства составлял 43 250 долларов, а средний годовой доход семьи —  46 071 доллар. Средний доход мужчин —  29 583  доллара, в то время как у женщин — 18 250. Доход на душу населения составил 15 341 доллар. За чертой бедности находились 5,4 % семей и 6,8 % всего населения тауншипа, из которых 8,1 % младше 18 лет.